# 長野洋 (バスケットボール)
長野 洋（ながの ひろし、1967年6月27日 - ）は、宮崎県出身の元バスケットボール選手である。ポジションはパワーフォワード。196cm、93kg。

## 来歴
宮崎工高から大阪商業大学を経ていすゞ自動車に入社。チームの黄金時代を支える。
長年、全日本メンバーとして活躍したが、学生時代からの膝のケガに苦しみ、毎年シーズン終了後は。痛んだ膝の手術を繰り返す状態が続き、プレイヤーとしての限界を感じ全日本メンバーを退き、チームからの引退も考えたが、学生時代に才能を開花させてくれた丸山コーチの助言のもと、再起を賭けた闘いを続け（リハビリ、トレーニング）31歳で奇跡の復活を果たし、全日本チームのキャプテンとして1998年世界選手権に出場した。
2000年引退。

## 経歴
- 宮崎工業高校 - 大阪商業大学 - いすゞ自動車（1990年〜2000年）